# Dick Cheney
Richard «Dick» Bruce Cheney (Lincoln, Nebraska; 30 de enero de 1941) es un expolítico y empresario estadounidense que se desempeñó como el 46.º vicepresidente de los Estados Unidos durante la presidencia de George W. Bush, desde el 20 de enero de 2001 hasta el 20 de enero de 2009.
A menudo Cheney ha sido citado como el vicepresidente más «poderoso» de la historia de Estados Unidos. Al mismo tiempo, fue uno de los políticos menos favorecidos en la historia del país: su aprobación al término de la vicepresidencia fue de solo un 13 %.
Nacido en Lincoln, Nebraska, de la unión de Richard Cheney (1915-1999) y de Marjorie Cheney (soltera Dickey 1918-1993), Cheney fue mayormente criado en Sumner, ciudad del mismo estado, y Casper, Wyoming. Asistió a la Universidad de Yale y más tarde a la Universidad de Wyoming, en la cual obtuvo un bachiller y una maestría en ciencias políticas. Comenzó su carrera política como becario del congresista William A. Steiger, obteniendo más tarde acceso a la Casa Blanca durante las presidencias de Richard Nixon y Gerald Ford, con el que logró ocupar el cargo de Jefe de Gabinete de la Casa Blanca, desde 1975 hasta 1977. En 1978, Cheney fue elegido como representante del distrito congresional at-large de Wyoming en la Cámara de Representantes de los Estados Unidos, rol que ocupó desde 1979 hasta 1989. Fue reelegido cinco veces, también ocupando brevemente el cargo de líder de la minoría republicana en 1989. Cheney fue elegido como secretario de Defensa de los Estados Unidos durante la presidencia de George H. W. Bush, cargo que ocupó desde 1989 hasta 1993. Durante su desempeño como secretario de defensa, Cheney controló la Operación Desert Storm de 1991, entre otras cosas. Después de dejar el cargo cuando Bill Clinton asumió la presidencia, Cheney se convirtió en CEO de Halliburton desde 1995 hasta 2000.
En julio de 2000, Cheney fue elegido por el presunto candidato presidencial George W. Bush como candidato a vicepresidente en las elecciones presidenciales de Estados Unidos de 2000. Lograron derrotar a los candidatos demócratas, Al Gore (quien era en ese momento el vicepresidente) y el senador Joe Lieberman. En 2004, Bush y Cheney fueron reelectos, derrotando a los candidatos demócratas John Kerry y John Edwards. Durante su mandato como vicepresidente, Cheney ocupó un papel muy influyente en la respuesta de la administración a los ataques del 11 de septiembre y en la subsecuente guerra contra el terrorismo. Apoyó[cita requerida] la Operación Iraqi Freedom y defendió el historial antiterrorista de la administración. Se enfrentó con el presidente en la discusión del matrimonio igualitario en 2004, política que Cheney apoyaba pero Bush no. Cheney era recurrentemente criticado por las políticas de la administración de Bush con respecto a la campaña antiterrorismo, el espionaje llevado a cabo por la NSA, y las llamadas técnicas de interrogatorio mejoradas.

## Carrera política
Su carrera de servicio público se inició en 1969 cuando se incorporó al gobierno de Nixon y prestó servicios en un sinnúmero de cargos en el Consejo del Costo de Vida (Cost of Living Council), la Oficina de Oportunidades Económicas (Office of Economic Opportunity), y dentro de la Casa Blanca.
Cuando Gerald Ford asumió la presidencia en agosto de 1974, Cheney figuró como parte del equipo de transición y más adelante como Auxiliar Adjunto al presidente, y asistente del Jefe de Gabinete Donald Rumsfeld. Debido al estilo de «intercambiabilidad» aplicado por Rumsfeld —la práctica de dejar a su adjunto sustituirle en varias tareas de forma regular—, durante el primer año de mandato de Ford, Cheney pasó con el presidente tanto tiempo como Rumsfeld.

## Jefe de Gabinete de la Casa Blanca (1975-1977)

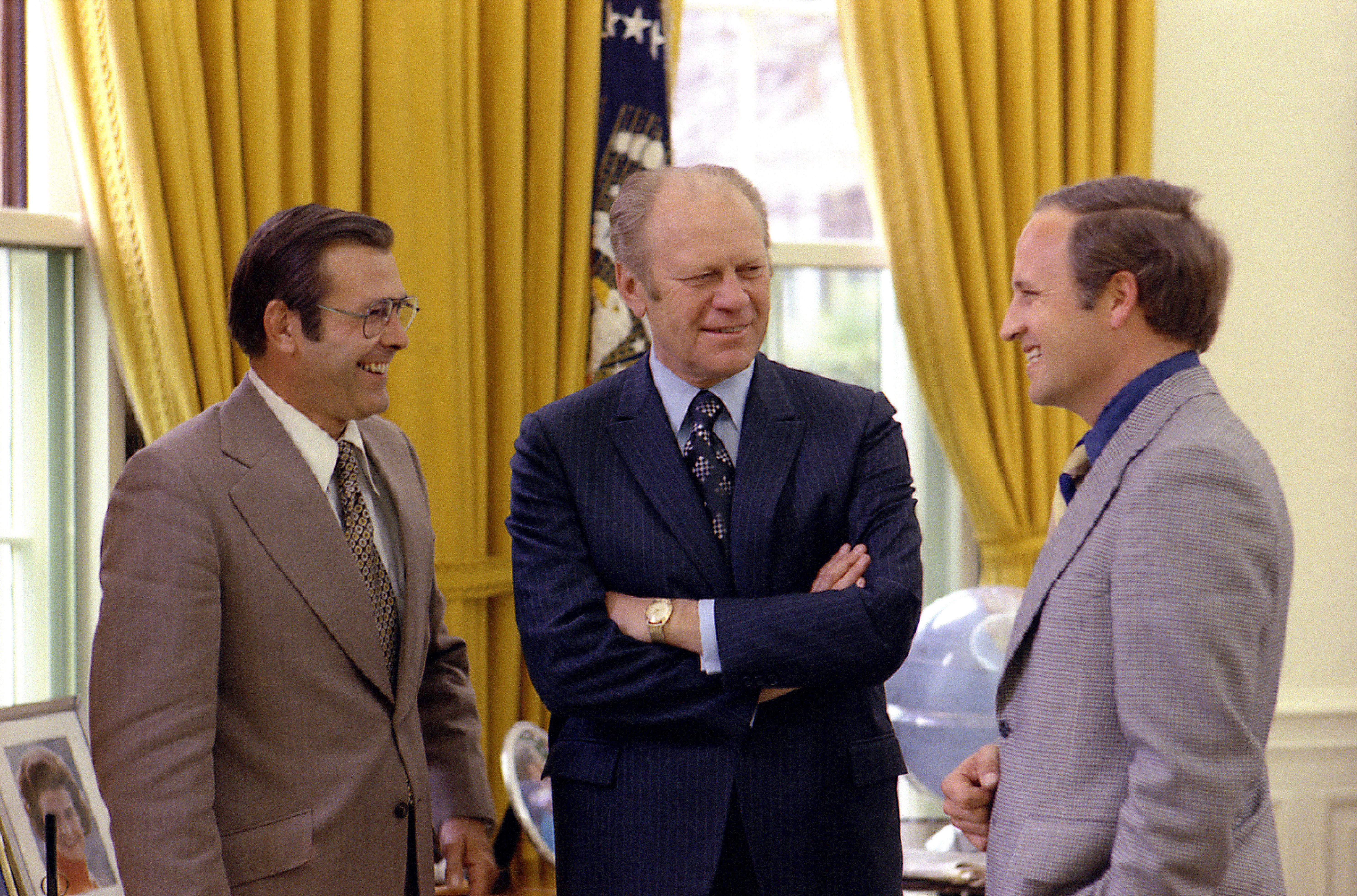
El Jefe de Gabinete de la Casa Blanca Donald Rumsfeld (izquierda) y su asistente Cheney (derecha) se reúnen con el presidente Gerald Ford en la Casa Blanca, abril de 1975.

En noviembre de 1975, fue nombrado auxiliar del presidente y jefe de Gabinete de la Casa Blanca, un cargo que retuvo durante el resto del gobierno del presidente Ford. Había dentro de la Casa Blanca un halo de confusión y deriva. Cheney obtuvo buenas críticas por su buen hacer a la hora de hacer llegar al presidente una amplia gama de opiniones e ideas opuestas. Pero el presidente hizo poco para aliviar las tensiones entre Cheney, cuya oficina empezó a tener una creciente influencia en la elaboración de los discursos presidenciales, y Robert Hartmann, redactor de discursos y amigo personal de Ford.
David Gergen, asesor de Cheney, fue promovido al cargo de consejero especial del presidente, y Stefan Halper asignado para ayudar a Cheney y Gergen a evaluar las implicaciones políticas de todas las iniciativas de la Administración. Sin embargo, tanto Gergen como Halper eran antiguos redactores de discursos, un hecho que precipitó el conflicto entre las operaciones de Cheney y Hartmann.
Durante la campaña electoral de 1976, Cheney viajó por todo el país con el presidente, y fue uno de los integrantes de su círculo más íntimo de asesores electorales, junto a Robert Hartmann; el consultor californiano Stuart Spencer; John Marsh, hombre de total confianza del presidente; Robert Teeter, de Market Opinion Research Corp.; y Jack Ford, uno de los hijos del presidente.
Cheney fue criticado por no explotar lo suficiente la proyección presidencial de Ford; en época de campaña, el presidente apenas concedió conferencias de prensa en la Casa Blanca, y prefería hacerlo en los pueblos y ciudades que visitaba en la ruta de campaña, lo que no le permitía aparecer más presidencial que el resto de candidatos. Pero Cheney se defendió de las críticas responsabilizando a Ford: «Es el presidente quien establece el estilo para la Casa Blanca. Y así es como debe ser».

## Congresista por Wyoming (1979-1989)
Tras su retorno a su estado de residencia, Wyoming, en 1978, Cheney fue elegido como republicano a la Cámara de Representantes de Estados Unidos para servir el único cargo de congresista del estado. Volvió a ser elegido cinco veces y sus colegas lo seleccionaron para que prestara servicios como presidente del Comité Republicano de Política (Republican Policy Committee) de 1981 a 1987. Fue elegido presidente de la Asamblea Republicana de la Cámara de Representantes (House Republican Conference) en 1987 y líder de la minoría de esa cámara en 1988.
Por lo general, Cheney, que se sentía mejor trabajando en la Cámara que en la Casa Blanca, donde se sentía un extraño, apoyaba los programas de política interna y exterior del presidente Ronald Reagan, especialmente de Defensa, aprobando los fondos para el desarrollo de la multimillonaria Iniciativa de Defensa Estratégica (SDI), más conocida como «Guerra de las Galaxias», la ayuda militar a la Contra de Nicaragua y a los insurgentes de Afganistán y Angola.
También votó contra la propuesta de exigir al presidente que notificara al Congreso en 48 horas cualquier operación secreta emprendida. En la política interna fue muy conservador, se opuso a la integración de niños blancos y negros en las escuelas públicas, al aborto y a favor de que se impartieran clases de religión en las escuelas.
En 1987 el congresista Cheney tuvo a su cargo la investigación del escándalo Irán-Contra y llegó a la conclusión de que, a pesar de posibles errores cometidos por la Administración Reagan, no existía evidencia de que el presidente tuviera conocimiento alguno de que se desviaran fondos de las armas vendidas.

## Secretario de Defensa (1989-1993)

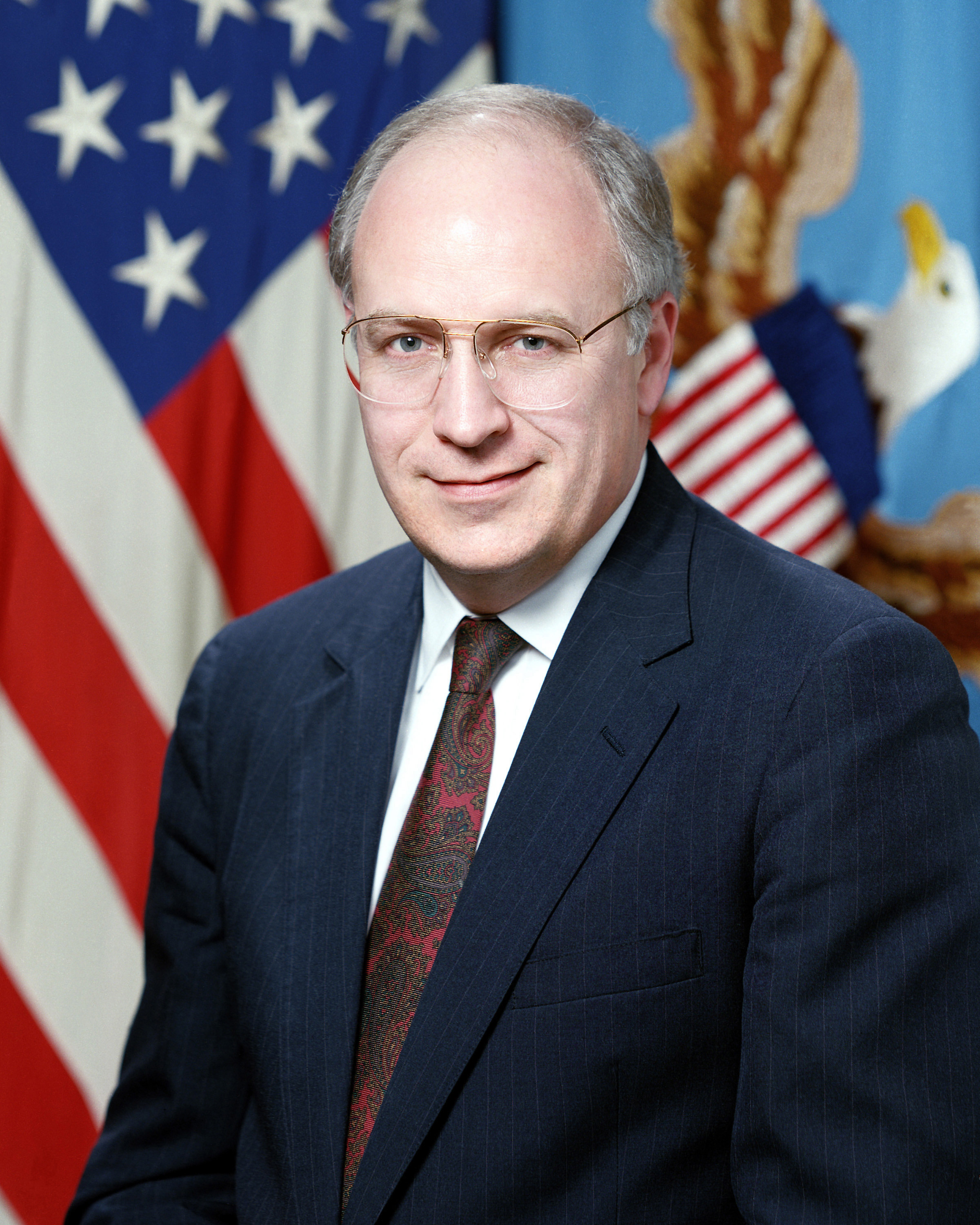
Dick Cheney como secretario de Defensa.

El 10 de marzo de 1989, el nuevo presidente George H. W. Bush propuso a Cheney como secretario de Defensa después de que su primera opción, el senador John Tower, fuese rechazado por el Senado. Al preguntársele por los reporteros sobre su inexperiencia en materia de Defensa, señaló que, como jefe de gabinete del presidente Gerald Ford, había asistido a todas las juntas del Consejo de Seguridad nacional y como republicano era el de más antigüedad en el Comité de Inteligencia de la Cámara de Representantes.
A pesar de la rápida y unánime aprobación del Senado para que ocupara el puesto de secretario de Defensa el 17 de marzo de 1989, Cheney sabía que encontraría ciertos reparos en el Pentágono por no haber servido en la guerra de Vietnam y por haber apoyado como congresista el uso del detector de mentiras en el Departamento de Defensa. Proponiéndose afirmar rápidamente su autoridad, solo permitió que dos o tres subordinados le aconsejaran en decisiones claves sobre el personal, empleó únicamente personas de absoluta confianza y nombró a David S. Addington, uno de sus más fieles ayudantes del Congreso, en el puesto de asistente especial suyo.
Para lograr el propósito del presidente Bush de alcanzar la meta de un crecimiento real del 0 % en Defensa para 1990, en 1989 Cheney tuvo que recortar mil millones de dólares del presupuesto de Defensa, propuso detener la producción de los nuevos helicópteros V-22 Osprey, rechazar la modernización de los aviones de caza F-14 Tomcat, cancelar la construcción de nuevos modelos de helicópteros y de un submarino de ataque, frenar el desarrollo de los bombarderos B-2 Stealth, dar de baja el portaaviones US Coral Sea y otros barcos, y reducir el personal a 17 200 efectivos, pero apoyó la investigación y desarrollo de los antimisiles Brilliant Pebbles, menos costosos que otros sistemas de antimisiles espaciales en desarrollo, que orbitarían en el espacio en prevención de ataques enemigos.
En abril de 1989 Cheney rechazó la petición de Alemania Occidental de abrir negociaciones con la URSS para reducir armas nucleares de corto alcance en Europa, por considerar dichas negociaciones una trampa peligrosa, dada la aplastante superioridad soviética en armas convencionales.
Entre 1990 y 1991 jugó un papel clave en el conflicto bélico desencadenado con Irak por la invasión de Kuwait. Dirigió todos los acuerdos y alianzas previas a la guerra del Golfo; consiguió que el rey Fahd de Arabia Saudí permitiera la instalación de bases militares estadounidenses en Daharan, y en 1992 firmó un acuerdo de seguridad entre EE. UU. y el emirato de Catar, donde se instaló el comando central de las tropas de EE. UU. estacionadas en la región del golfo Pérsico.
El secretario Cheney recibió la Medalla Presidencial de Libertad otorgada por el presidente George Bush el 3 de julio de 1991 por su liderazgo durante la guerra del Golfo.

## Vicepresidente de EE.UU. (2001-2009)

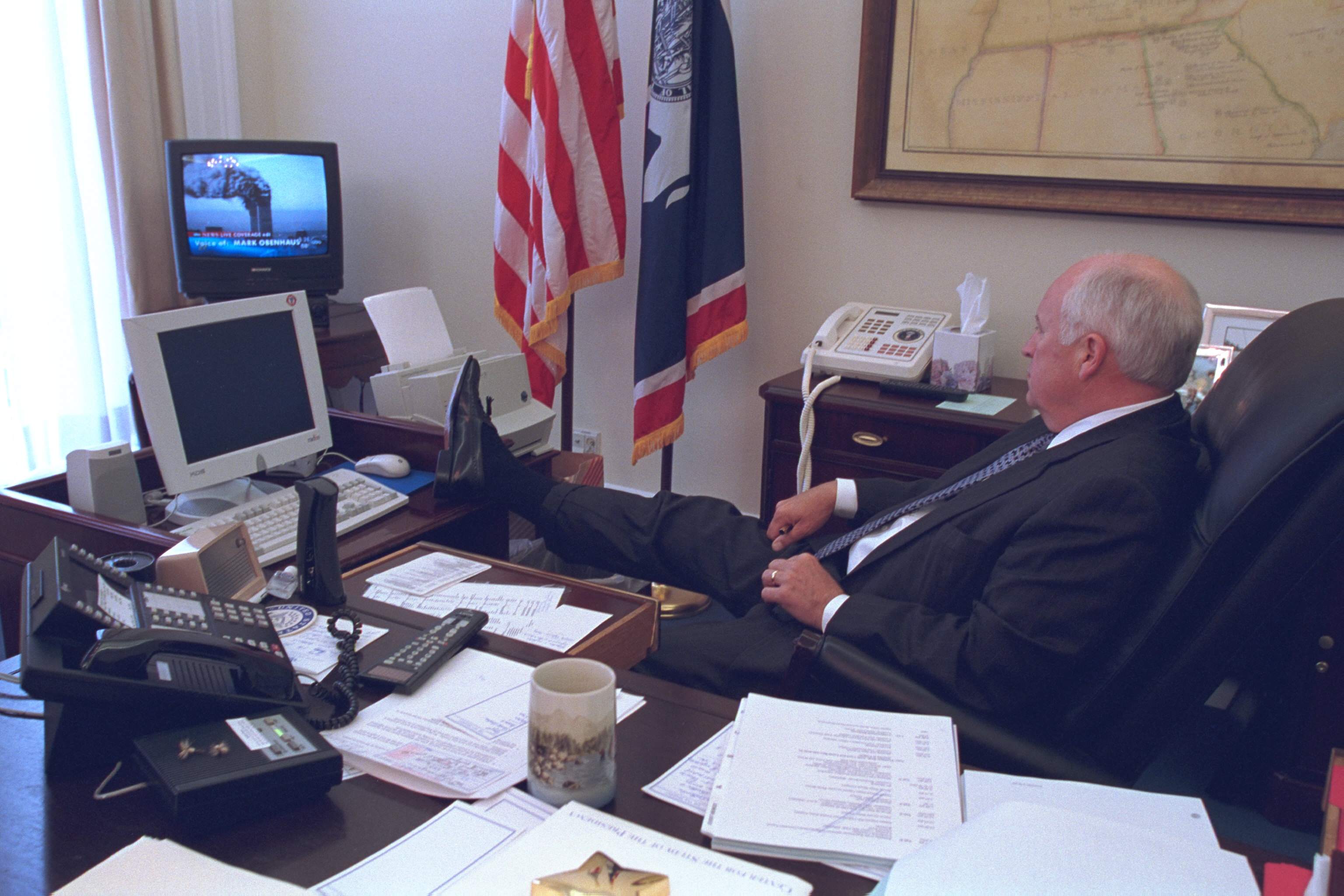
El vicepresidente Dick Cheney viendo por televisión los atentados del 11 de septiembre.

Abandonó el Departamento de Defensa el 20 de enero de 1993 y aterrizó en el sector privado. En 1995 fue contratado como presidente ejecutivo por Halliburton, firma que presta servicios de campo a la industria petrolera con sede en Dallas. En 1996 estuvo a punto de presentarse como candidato a las primarias presidenciales del Partido Republicano pero finalmente desechó la idea. Se mantuvo en el sector privado hasta que, en el año 2000, el gobernador George W. Bush lo seleccionó como compañero de fórmula en su candidatura presidencial.
Convertido en vicepresidente de los Estados Unidos en 2001, tras los atentados del 11 de septiembre fue trasladado a un lugar secreto y seguro desde el que siguió en contacto con el presidente Bush, luego se mudó con su familia al Círculo de Observatorio Número Uno y coordinando las actividades gubernamentales, al frente de una administración de emergencia. Y la mañana del 29 de junio de 2002, mientras a Bush se le practicaba una colonoscopia, Cheney sirvió como presidente en funciones bajo los términos de la 25.ª Enmienda de la Constitución: actuó como presidente desde las 11:09 horas hasta las 13:24 horas. La mañana del 21 de julio de 2007, volvió a ejercer la Presidencia en funciones, mientras Bush se sometía a un procedimiento médico que requería sedación.
Consejero presidencial de primer orden en asuntos de política energética, política exterior y Seguridad Nacional, destacó como uno de los miembros más duros de la Administración Bush, defendiendo la guerra contra Irak con o sin el respaldo del Consejo de Seguridad de la ONU (2003). Y está considerado como el vicepresidente más poderoso de la historia: su poder fluía básicamente de la plena confianza que recibía del presidente Bush. Desde un principio, formó parte del círculo más íntimo del presidente, con pleno acceso al Despacho Oval, al mismo nivel del Jefe de Gabinete, sirviendo como confidente, y rompiendo con la tradición de excesiva formalidad que existía en anteriores relaciones presidente-vicepresidente.
Lejos del papel meramente ceremonial de un vicepresidente, Cheney asumió un rol protagónico en la formulación de políticas oficiales. Síntoma de ese poder, fue la decisión del Speaker of the House Dennis Hastert de acondicionarle un despacho propio en la Cámara de Representantes, para tener conexión directa con la Casa Blanca. Se convirtió así en el vicepresidente que más despachos oficiales ha tenido repartidos por los distintos centros de poder de Washington D. C.: el despacho de la Cámara de Representantes, se sumó a los que ya tenía en el Ala Oeste, en el Viejo Edificio Ejecutivo, y sus dos despachos del Senado, uno en el Dirksen Senate Office Building, y otro pegado a la cámara del Senado.
A pesar de haber sido acusado de un posible delito de fraude cometido cuando era presidente de la compañía petrolera Halliburton Company, en las elecciones presidenciales de 2004 repitió como candidato republicano a la vicepresidencia para un segundo mandato junto a George W. Bush. Una vez ganadas las elecciones, el 20 de enero de 2005 Dick Cheney volvió a jurar como vicepresidente para otros cuatro años. Siempre ha mantenido que no tiene ambiciones presidenciales. Entregó el cargo al exsenador demócrata Joe Biden el 20 de enero de 2009.

## Vida privada
Cheney se casó con su novia de la escuela secundaria, Lynne Ann Vincent, en 1964. La pareja tiene dos hijas adultas, Elizabeth y Mary, tres nietas y un nieto. Sufre de arritmia y ha tenido cinco infartos en su vida.